# 桜ここみ
桜 ここみ（さくら ここみ、1988年12月18日 - ）は、日本の元AV女優。

## プロフィール
趣味は映画・DVD・音楽鑑賞、特技はピアノ・トランペット。身体が柔軟。
2009年4月にエスワンからAVデビュー。
そしてその年の年間販売ランキング「もっとも売れた作品グランプリ」女優作品にて第7位を獲得。
2012年2月11日、桜ここみ、成瀬心美、めぐり（藤浦めぐ）、神咲詩織、Maikaによる5人組のユニット「“me-me”（ミーム）」でデビュー。
2012年5月よりアイデアポケットに移籍。
2013年6月よりプレステージに移籍。
2014年3月より美に移籍。
2014年3月に「“me-me”（ミーム）」を卒業。
2014年5月21日　ブログで引退を発表。

## 作品

### イメージDVD
- AV無理（2008年11月22日 未満）
- AV無理2（2008年12月1日 未満）

### アダルトDVD
2009年
- 了解×新人×ギリモザ パーフェクトボディ（4月19日　エスワン）
- パーフェクトスタイル×ギリモザ 貴男に見られてビショ濡れ（5月19日　エスワン）
- パーフェクトボディ×ギリモザ 淫らな肉体（6月19日　エスワン）
- パーフェクトボディ×ギリモザ 膣中でイク女（7月19日　エスワン）
- パーフェクトボディ×ギリモザ 隣のドスケベ若奥様（8月19日　エスワン）
- パーフェクトボディ×ギリモザ 騎乗位ハメ狂い（9月19日　エスワン）
- パーフェクトボディ×ギリモザ 巨乳女教師の誘惑（10月19日　エスワン）
- パーフェクトボディ×ギリモザ ものすごい顔射（11月19日　エスワン）
- パーフェクトボディ×ギリモザ 20コスチュームでパコパコ!（12月19日　エスワン）

2010年
- SSS-BODY（2月12日　E-BODY）
- パーフェクトボディお叱り淫語 綺麗なお姉さんに優しく叱られたい（3月19日　エスワン）
- エスワン8時間Special（4月7日　エスワン）
- パーフェクトボディ 初ゴックン巨根バキューム!!（4月19日　エスワン）
- パーフェクトボディ 独身童貞寮 〜管理人さんのハンパない腰振り〜（5月19日　エスワン）
- パーフェクトボディ ここみの美尻じっくり見せてあげる（7月19日　エスワン）
- 4時間×パーフェクトボディ バコバコ風俗 NO.1指名（9月19日　エスワン）
- パーフェクトボディ 泥酔助平（10月19日　エスワン）
- パーフェクトボディ 交わる体液、濃密セックス（11月19　エスワン）
- パーフェクトボディ 美しい痴女の接吻と性交（12月19日　エスワン）

2011年
- パーフェクトボディ 皮っ被りチンチンなぶり（1月19日　エスワン）
- パーフェクトボディ 素人とハメちゃいました（2月19日　エスワン）
- 再光臨SSS-BODY 極限高画質ver.5.0（3月13日　E-BODY）
- パーフェクトボディ 愛人は妻の妹（4月19日　エスワン）
- パーフェクトボディ ボクの彼女を紹介します 〜究極にツンデレでド淫乱なカラダ（5月19日　エスワン）
- パーフェクトボディ マグロ男をイカセまくる超絶テク（6月19日　エスワン）
- パーフェクトボディ NO.1 BODY CONSCIOUS STYLE（7月19日　エスワン）
- 秘密捜査官の女 牝犬と呼ばれた巨乳諜報員（8月19日　エスワン）
- エスワン8時間Special2（9月19日　エスワン）
- パーフェクトボディ BLACK FUCK（10月19日　エスワン）
- パーフェクトボディ スペルマ体育教師（11月19日　エスワン）
- パーフェクトボディ 汗まみれ発情交尾（12月19日　エスワン）

2012年
- パーフェクトボディ 夫の目の前で犯された若妻（1月19日　エスワン）
- パーフェクトボディ 交わる体液、濃密セックス 人目もはばからず熱い結合編（2月19日　エスワン）
- 痴女る即ズボ！ -チン●ン見たらどこでもセックス-（3月19日　エスワン）
- パーフェクトボディ 20コス! エスワン卒業!（4月19日　エスワン）
- DIGITAL CHANNEL DC92（5月1日　アイデアポケット）
- 世界最高級ソープへようこそ（6月1日　アイデアポケット）
- 桜ここみの濃厚な接吻とSEX（7月1日　アイデアポケット）
- 卒業×桜ここみ エスワン16時間SpecialBox（7月7日　エスワン）
- ここみ先生の誘惑授業（8月1日　アイデアポケット）
- いきなりSEX えっ? 今ここでですか?（9月1日　アイデアポケット）
- 狙われたOL…ストーカー痴漢（10月1日　アイデアポケット）
- 汗だくSEX（11月1日　アイデアポケット）
- 究極の尻フェチマニアックス（12月1日　アイデアポケット）

2013年
- 本能でゴックンする女（1月1日 アイデアポケット）
- 彼氏の前で犯されたワタシ…（2月1日 アイデアポケット）
- リアル不二子ちゃん（4月19日 アイデアポケット）
- 花は桜、女はここみ 男を引き寄せるエロスの象徴 桜ここみのSPECIAL BOX8時間！！（6月1日 アイデアポケット）
- 新・絶対的美少女、お貸しします。（6月1日、プレステージ）
- NEW WATER POLE（7月11日　プレステージ）
- 新・出張、全裸家政婦。（8月1日　プレステージ）
- 働くオンナ猟り 桜ここみ Special（9月12日　プレステージ）
- 一泊二日、美少女完全予約制 第二章 （10月22日　プレステージ）
- 美女と缶詰め。「手錠×密室」の特殊状況で引き出される、美女の素エロ…（11月12日　プレステージ）
- PRESTIGE専属女優 in 風俗アイランド！！（12月3日　プレステージ）

2014年
- 桜ここみがご奉仕しちゃう超最新やみつきエステ（1月1日　プレステージ）
- 電撃移籍！美専属デビュー痴女覚醒 3時間スペシャル（3月25日　美）
- 発射無制限！M男専用超高級淫語ソープ 3時間スペシャル（4月25日　美）
- 桜ここみ 8時間 BEST PRESTIGE PREMIUM TREASURE（5月1日　プレステージ）
- 男を犯ス痴女お姉さんの濃厚な接吻と絡み合う肉体（5月25日　美）

共演作品
- エスワンTV THE芸能界 ヤリすぎ生放送!（2010年1月7日　エスワン）
- THE芸能界エロすぎ大乱交 エスワンTV 裏ちゃんねる（2010年4月7日　エスワン）
- 空中レロレロ 超S級単体女優のエアキッス2（2010年5月19日　ROOKIE）
- エロティック・エデン 淫靡な裸体のエスコート（2010年6月19日　エスワン）
- S級女優をつくろう!AV業界TOPの先輩に学べ!（2010年8月19日　エスワン）※特別出演
- レズ解禁（2010年8月19日　エスワン）
- 全部見せますエスワンTV9時間完全保存版（2010年9月19日　エスワン）
- 交わる体液、濃密セックス特別編　美獣たちの淫猥な性交（2010年10月7日　エスワン）
- S1 24時間!!（2011年2月19日　エスワン）
- 交わる体液、濃密セックス特別編 爆乳ボディ大乱交〜任務前夜の淫らな捜査官たち〜（2011年9月7日　エスワン）
- 秘密捜査官の女たち 特別編 仕組まれた偽りのミッション（2011年12月7日　エスワン）
- 秘密捜査官の女達 完全版（2012年4月7日　エスワン）
- 僕とみのりとここみの甘過ぎるボイン同棲（2013年3月1日 アイデアポケット）

## 出演

### TV出演
- おねだり!!マスカット（2009年10月6日 - 2010年3月29日 テレビ東京） - 第3期生
- おとなのびっくりクリニック（2009年12月、日本海テレビ）- 12月のマンスリーゲスト
- キャンパスナイトフジ（2010年2月19日、3月12日フジテレビ） - 恵比寿マスカッツの一員として出演
- ビ〜チ9（2009年10月、2010年6月・12月、2011年6月、2012年1月、2013年7月、テレビ埼玉）

不定期ゲスト（自称準レギュラー）
MC出演・2012年8月から2013年3月まで正式にMCに昇進し、担当。
- うぬぼれ刑事 最終話　看護婦役（2010年9月17日、TBSテレビ）
- 桃のささやき #30（2011年8月17日初回放送、MONDO TV）
- ゴッドタン（テレビ東京）
- せんべろ女とホルモンおやじ（フジテレビONE）
  - ＃3 足立区の居酒屋天国・北千住編 （2012年10月ほか）
  - ＃6 中央線沿いで泥酔！杉並区・荻窪編（2013年4月ほか）
- アメトーーク（2013年5月9日、テレビ朝日）-「体毛のびのび芸人」にてイ毛メン写真館！！で品川祐と写真共演。
- ケンコバのバコバコテレビ（2013年10月4日 - 、サンテレビ）

### ラジオ出演
- 佐藤 靖史の歌舞伎町No.1 Radio Show!!（2010年7月4日〜2012年12月30日 、FM79.2 Rainvow townFM） - メインMC

### DVD
- おねだり!!マスカット オホホ編（2010年、ポニーキャニオン）第3期生
- 最凶ヤン女烈伝 〜素手喧嘩頂上決戦〜（2010年、シネポップ）
- 事件 罠にはまる女たち（2011年、コンセプトフィルム）
- ハーフゾンビ DEAD or ALIVE （2014年3月20日[1]）
- OMOCHAオモチャ  （2014年）

### 映画
- 制服日記　あどけない腰使い（2014年2月21日）
- 美人姉妹　月下の凌辱　”げっかのりょうじょく”（2014年5月30日 ）

### その他
- クロちゃんのAKIBAでダイブ！（2012年10月〜インターネット放送局＠TV）me-meメンバー
- スーパー・ポーズブック-ヌード  手と指の表情編（2012年10月18日、コスミック出版 ）